# Phyllonorycter viburnella
Phyllonorycter viburnella är en fjärilsart som först beskrevs av Braun 1923.  Phyllonorycter viburnella ingår i släktet guldmalar, och familjen styltmalar. Inga underarter finns listade i Catalogue of Life.